# Diphthera fastuosa
Diphthera fastuosa là một loài bướm đêm trong họ Noctuidae.